# لين باي
لين باي (بالصينية: 林白) هي كاتِبة صينية، ولدت في 1958 في بايليو في الصين.